# Lüttich–Bastogne–Lüttich 2015
Das Straßenradrennen Lüttich–Bastogne–Lüttich 2015 war die 101. Austragung dieses Klassikers und fand am 26. April 2015 statt. Es war das dritte Rennen der „Ardennen-Woche“ und wurde an einem Sonntag, genau eine Woche nach dem Amstel Gold Race bzw. vier Tage nach der Flèche Wallonne, ausgetragen. Das Eintagesrennen war Teil der UCI WorldTour 2015 und innerhalb dieser das 13. von 28 Rennen. Außerdem war es das vierte von fünf „Monumenten des Radsports“ der Saison 2015 und war gleichzeitig der Abschluss der Frühjahrsklassiker. Die Gesamtdistanz des Rennens betrug 253 Kilometer. Es siegte der Spanier Alejandro Valverde aus der spanischen Mannschaft Movistar vor dem Franzosen Julian Alaphilippe aus der belgischen Mannschaft Etixx-Quick Step und dem Spanier Joaquim Rodríguez aus der russischen Mannschaft Katusha.
Für Alejandro Valverde war es bereits der dritte Sieg bei Lüttich–Bastogne–Lüttich nach 2006 und 2008. Außerdem war es gleichzeitig der dritte spanische Sieg bei diesem Rennen sowie der dritte Sieg für Valverde bei einem der Monumente des Radsports. Er war durch den Sieg der erste Fahrer seit 2011, der mindestens zwei der Ardennenklassiker gewann. Damals war Philippe Gilbert sogar Sieger bei allen drei Rennen.

## Teilnehmer

### Überblick
| 17 UCI WorldTeams AG2R La Mondiale (ALM) Astana Pro Team (AST) BMC Racing Team (BMC) Etixx-Quick Step (EQS) FDJ (FDJ) IAM Cycling (IAM) | Team Katusha (KAT) Lampre-Merida (LAM) Lotto Soudal (LTS) Movistar Team (MOV) Orica GreenEdge (OGE) Team Sky (SKY) | Team Cannondale-Garmin (TCG) Tinkoff-Saxo (TCS) Trek Factory Racing (TFR) Team Giant-Alpecin (TGA) Team Lotto NL-Jumbo (TLJ) |
| 8 UCI Professional Continental Teams Bora-Argon 18 (BOA) Cult Energy Pro Cycling (CLT) Cofidis, Solutions Crédits (COF)                 | Team Europcar (EUC) MTN-Qhubeka (MTN) Roompot Oranje Peloton (ROP)                                                 | Topsport Vlaanderen-Baloise (TSV) Wanty-Groupe Gobert (WGG)                                                                  |

Startberechtigt waren die 17 UCI WorldTeams der Saison 2015. Zusätzlich vergab der Veranstalter Wildcards an acht UCI Professional Continental Teams. Die 25 teilnehmenden Mannschaften traten mit jeweils acht Fahrern an. Dadurch ergab sich ein Starterfeld von insgesamt 200 Fahrern aus 29 Nationen. Unter den Fahrern befanden sich zehn Deutsche, zwei Österreicher und fünf Schweizer.

### Favoriten
Die beiden größten Favoriten auf den Sieg waren der Pole Michał Kwiatkowski (EQS) sowie der Spanier Alejandro Valverde (MOV). Der amtierende Weltmeister Kwiatkowski konnte bereits eine Woche zuvor das Amstel Gold Race gewinnen und erreichte im Vorjahr den dritten Platz. Für Valverde konnte es nach den Erfolgen in den Jahren 2006 und 2008 bereits der dritte Sieg werden. Seine gute Form bewies er bei den ersten beiden Rennen der „Ardennen-Woche“ mit einem zweiten Rang beim Amstel Gol Race und dem Sieg bei der Flèche Wallonne. Zu den Siegesanwärtern zählte auch Joaquim Rodríguez (KAT). Der Spanier konnte in dieser Saison die Gesamtwertung der Baskenland-Rundfahrt gewinnen und stand in der Vergangenheit schon zweimal auf dem Podest. Weitere Fahrer mit guten Chancen auf den Sieg waren unter anderem auch Daniel Martin (TCG), Sieger von 2013, Rui Costa (LAM) und Philippe Gilbert (BMC), der die Ausgabe von 2011 für sich entschied. Zum erweiterten Favoritenkreis zählten ebenfalls Tim Wellens (LTS), Vincenzo Nibali (AST) sowie der Titelverteidiger, Simon Gerrans (OGE).
Mit Alejandro Valverde (2006, 2008), Philippe Gilbert (2011), Daniel Martin (2013) und Simon Gerrans (2014) waren insgesamt vier ehemalige Gewinner von Lüttich–Bastogne–Lüttich am Start.

## Strecke

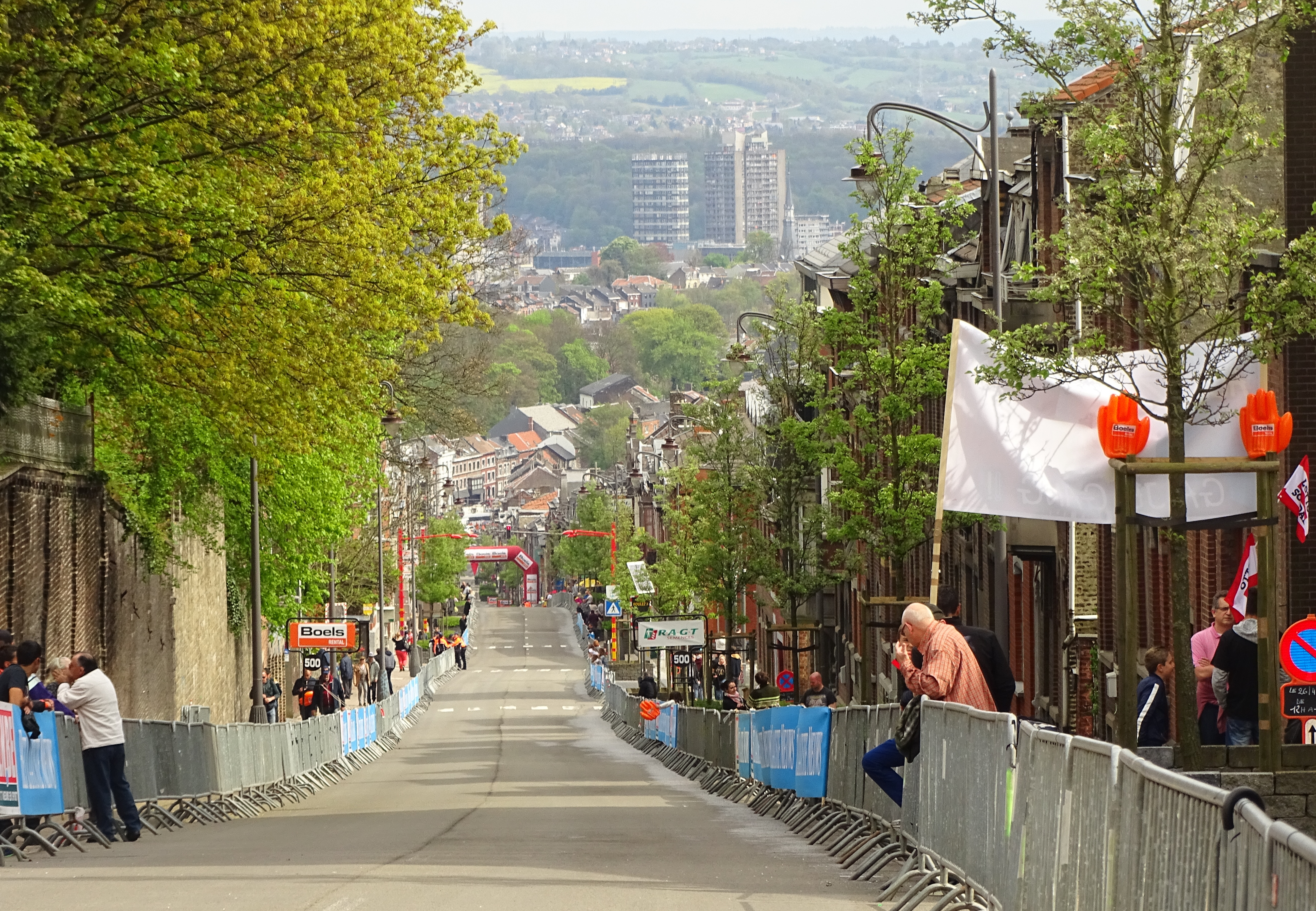
Zielanstieg in Ans

### Streckenführung
Im Vergleich zum Vorjahr wurden einige Änderungen am Streckenverlauf durchgeführt. Der Col du Rosier und die Côte du Maquisard wurden wieder ins Programm aufgenommen. Dahingegen wurden die 2014 neu aufgenommenen Anstiege, die Côte de la Vecquée und die Côte des Forges, nicht erneut befahren. Außerdem rückte die Côte de la Redoute näher an das Ziel heran. Durch diese Änderungen verkürzte sich die Strecke um zehn Kilometer von 263 Kilometer auf 253 Kilometer.
Das Rennen startete wie immer in der Stadt Lüttich. Von dort aus führte die Strecke in Richtung Süden bzw. Bastogne. Auf diesem Weg wurde nur der erste von zehn Ansteigen des Tages passiert. Dies war nach 79,0 Kilometern die Côte de La Roche-en-Ardenne. Nach 92,5 Kilometern erreichten die Fahrer schließlich den Wendepunkt in der Stadt Bastogne. Kurz nach diesem Punkt war die erste der beiden Verpflegungszone. Die zweite Hälfte des Rennens war deutlich anspruchsvoller als die erste. Bei Kilometer 125,5 folgte der zweite Anstieg, die Côte de Saint-Roch. Nach 169,0 Kilometern begann mit der Côte de Wanne die entscheidende Phase des Rennens. Von dort aus waren noch 84,0 Kilometer zurückzulegen. Darauf wurde die Côte de Stockeu passiert, dies war mit einer Steigung von 12,5 Prozent der steilste Anstieg des Tages. Wenig später wurde die Côte de la Haute-Levée befahren. Danach gab es in Stavelot die zweite Verpflegungszone. Im Anschluss wurde auf dem Col du Rosier mit 565 Metern der höchste Punkt des Tages erreicht. Auf dem Weg zum Ziel folgten im weiteren Verlauf noch vier weitere Ansteige. Dies waren der Col du Maquisard, die Côte de La Redoute, die Côte de la Roche-aux-Faucons und die Côte de Saint-Nicolas. Der Gipfel des letzten Anstieges lag 5,0 Kilometer vor dem Ziel. Eine Schwierigkeit dieses Rennabschnitts stellten die kleinen, schmalen Abfahrten zwischen diesen Anstiegen dar. Im Zielort Ans gab es noch eine kleinere Steigung, die 300 Meter vor dem Ziel endete und die Strecke durch eine Linkskurve auf die flache Zielgerade einbiegte. Das Rennen endete nach 253,0 Kilometern in Ans, einer Gemeinde nahe Lüttich.
Der Start des Rennens lag in der Provinz Lüttich. Danach wurde die Provinz Luxemburg befahren, ehe die Fahrer zum Ende wieder in der Provinz Lüttich waren. Die beiden passierten Provinzen liegen in der Wallonischen Region.

### Anstiege
Während des Rennens wurden zehn Anstiege befahren.
| Anstieg                      | Kilometer vom Start | Kilometer zum Ziel | Länge  | durchschnittliche Steigung | Höhe  |
| ---------------------------- | ------------------- | ------------------ | ------ | -------------------------- | ----- |
| Côte de La Roche-en-Ardenne  | 079,0               | 174,0              | 2,8 km | 06,2 %                     | 401 m |
| Côte de Saint-Roch           | 125,5               | 127,5              | 1,0 km | 11,2 %                     | 456 m |
| Côte de Wanne                | 169,0               | 084,0              | 2,7 km | 07,4 %                     | 499 m |
| Côte de Stockeu              | 175,5               | 077,5              | 1,0 km | 12,5 %                     | 401 m |
| Côte de la Haute-Levée       | 181,5               | 071,5              | 3,6 km | 05,6 %                     | 506 m |
| Col du Rosier                | 194,0               | 059,0              | 4,4 km | 05,9 %                     | 565 m |
| Col du Maquisard             | 207,0               | 046,0              | 2,5 km | 05,0 %                     | 367 m |
| Côte de La Redoute           | 218,5               | 034,5              | 2,0 km | 08,9 %                     | 314 m |
| Côte de la Roche-aux-Faucons | 234,0               | 019,0              | 1,5 km | 09,4 %                     | 225 m |
| Côte de Saint-Nicolas        | 248,0               | 005,0              | 1,2 km | 08,6 %                     | 172 m |

## Rennverlauf

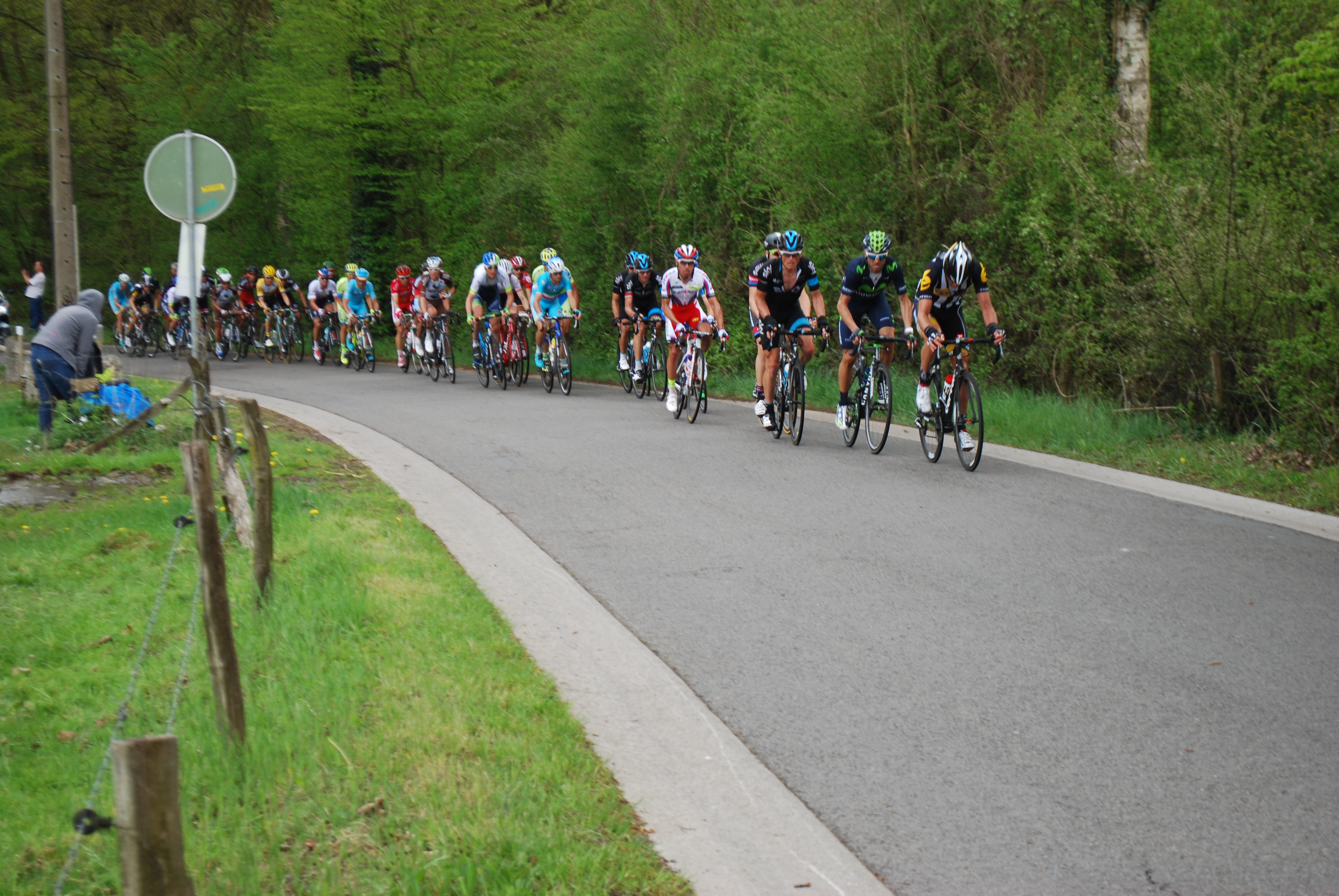
Peloton nahe Esneux

Das Rennen startete um 10:15 Uhr in Lüttich unter bedecktem Himmel. Es blieb vorerst trocken, nur während der letzten halben Stunde regnete es. Erst nach 31 Kilometern bildete sich eine Fluchtgruppe. Sie bestand aus den folgenden acht Fahrern: Matteo Montaguti (ALM), Cesare Benedetti (BOA), Anthony Turgis (COF), Rasmus Christian Quaade (CLT), Clément Chevrier (IAM), Diego Ulissi (LAM), Otto Vergaerde (TSV) und Marco Minnaard (WGG). Sie hatte einen maximalen Vorsprung von etwa acht Minuten. Durch die Führungsarbeit im Peloton durch das Team Europcar betrug der Vorsprung beim Wendepunkt in Bastogne aber nur noch 4:45 Minuten. Am Fuße der Côte de Wanne, rund 80 Kilometer vor dem Ziel, war der Vorsprung schon auf unter eine Minute geschmolzen. An diesem Anstieg sind die ersten drei Fahrer aus der Spitzengruppe zurückgefallen, dies waren Quaade, Chevrier und Vergaerde. Nun leistete Europcar allerdings keine Nachführarbeit mehr und auch im weiteren Rennverlauf spielte kein Fahrer aus dieser Mannschaft mehr eine Rolle. Am nächsten Anstieg, der Côte de Stockeu, gab es einen Angriff von Andrij Hrywko (AST). Ihm folgte Gorka Izagirre (MOV) und auch weitere Fahrer versuchten, aus dem Hauptfeld zu entkommen. Am folgenden Anstieg, der Côte de la Haute-Levée, wurden aber sämtliche Ausreißer eingeholt.
Darauf gab es sofort den nächsten Angriff aus dem Team Astana. Diesmal attackierte Tanel Kangert und konnte sich absetzen. Esteban Chaves (OGE), Julián Arredondo (TFR), Manuele Boaro (TCS) und Michele Scarponi (AST) schlossen zu ihm auf. Damit waren nun zwei Astana-Fahrer in Führung und konnten somit das Rennen für ihre Gegner schon früh im Rennverlauf schwierig machen. Am Col du Rosier verschärften die beiden Astana-Profis das Tempo, weshalb ihnen nun noch Chaves folgen konnte. Im Peloton machten währenddessen die Mannschaften Movistar, Katusha und Etixx-Quick Step das Tempo. Durch einen Massensturz 41 Kilometer vor dem Ziel wurde das Hauptgeld auf etwa 40 Fahrer ausgedünnt. Dabei fielen auch die Mitfavoriten Simon Gerrans (OGE) und Daniel Martin (TCG) zurück. In der Führungsgruppe machte vor allem Kangert das Tempo für seinen Teamkollegen Scarponi, wodurch er kurze Zeit später auch zurückfiel. Während der Abfahrt der Côte de La Redoute wurden nun auch Scarponi und Chaves eingeholt. Am nächsten Anstieg, der Côte de la Roche-aux-Faucons, gab es die nächsten Angriffe. Roman Kreuziger (TCS) und Giampaolo Caruso (KAT) konnten sich kurz vor dem Gipfel absetzen. Von vielen weiteren Angriffen in der Abfahrt schaffte nur Jakob Fuglsang (AST) den Sprung an die Spitze. Am vorletzten Berg des Tages, der Côte de Saint-Nicolas, wurden aber auch diese Ausreißer eingeholt. Durch ein hohes Tempo gab es hier eine starke Selektion. Dabei mussten unter anderem Philippe Gilbert (BMC), Michał Kwiatkowski (EQS) und Vincenzo Nibali (AST) abreißen lassen. Am Gipfel bestand die Gruppe nur noch aus 13 Fahrern. In der Abfahrt konnte Caruso einen Angriff von Romain Bardet (ALM) vereiteln. Er hielt das Tempo bis zum Schlussanstieg in Ans hoch, um seine Teamkameraden Daniel Moreno und Joaquim Rodríguez zu unterstützen.
An diesem Berg gab es an der Flamme Rouge eine Attacke von Daniel Moreno. Er konnte wenige Meter Vorsprung herausfahren. Da Alejandro Valverde (MOV) keine Helfer mehr hatte, musste er an der 500-Meter-Marke selbst die Verfolgung Morenos aufnehmen. Mit Joaquim Rodríguez im Windschatten holte er ihn auch ein. Auch die anderen Fahrer der Spitzengruppe konnten wieder aufschließen. Die Entscheidung fiel nun durch einen Sprint aus dieser Gruppe heraus. Es siegte Valverde vor dem Franzosen Julian Alaphilippe (EQS). Damit belegten die gleichen Fahrer die ersten beiden Plätze wie bei der Flèche Wallonne vier Tage zuvor. Hinter ihnen belegte Rodríguez den dritten Rang.

## Ergebnis

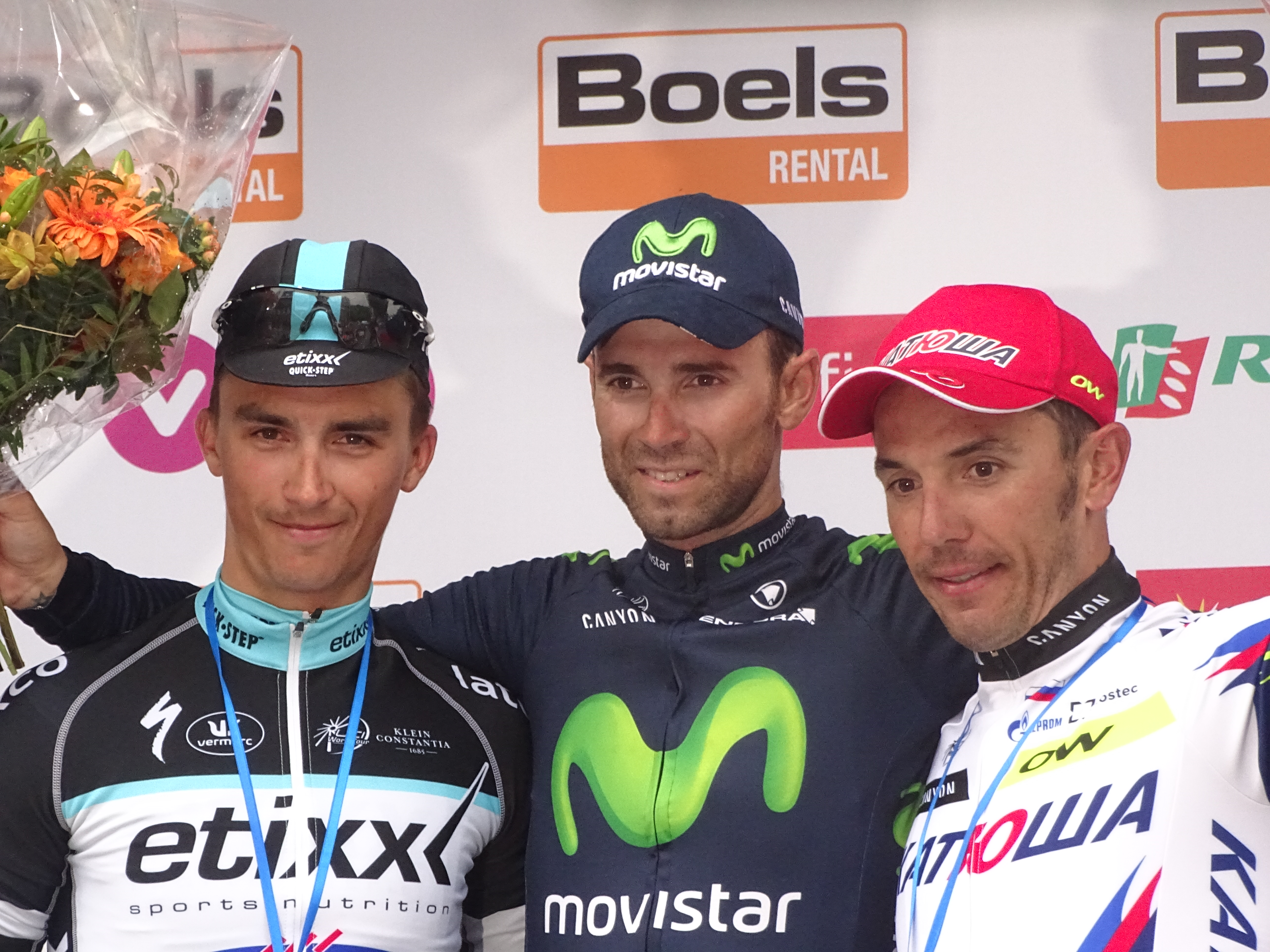
Siegerpodium mit Julian Alaphilippe (2.), Alejandro Valverde (1.) und Joaquim Rodríguez (3.)

Von den 200 gemeldeten Fahrern gingen alle an den Start, von denen 100 im Ziel angekommen sind.
| Platz | Fahrer             | Nation | Team             | Zeit                    | Punkte |
| ----- | ------------------ | ------ | ---------------- | ----------------------- | ------ |
| 01.   | Alejandro Valverde | ESP    | Movistar Team    | 6:14:20 h (40,552 km/h) | 100    |
| 02.   | Julian Alaphilippe | FRA    | Etixx-Quick Step | gleiche Zeit            | 080    |
| 03.   | Joaquim Rodríguez  | ESP    | Team Katusha     | gleiche Zeit            | 070    |
| 04.   | Rui Costa          | POR    | Lampre-Merida    | gleiche Zeit            | 060    |
| 05.   | Roman Kreuziger    | CZE    | Tinkoff-Saxo     | gleiche Zeit            | 050    |
| 06.   | Romain Bardet      | FRA    | AG2R La Mondiale | gleiche Zeit            | 040    |
| 07.   | Sergio Henao       | COL    | Team Sky         | gleiche Zeit            | 030    |
| 08.   | Domenico Pozzovivo | ITA    | AG2R La Mondiale | gleiche Zeit            | 020    |
| 09.   | Jakob Fuglsang     | DEN    | Astana Pro Team  | gleiche Zeit            | 010    |
| 10.   | Daniel Moreno      | ESP    | Team Katusha     | gleiche Zeit            | 004    |

Lüttich–Bastogne–Lüttich war innerhalb der UCI WorldTour 2015 ein Rennen der 3. Kategorie. Deshalb erhielten die zehn besten Fahrer – vorausgesetzt sie fahren für ein UCI WorldTeam – Punkte für das UCI WorldTour Ranking mit der dargestellten Punkteverteilung.